# Полякова, Надежда Михайловна
Надежда Михайловна Полякова (1923—2007) — русская поэтесса, прозаик и переводчик.

## Биография
Родилась 15 декабря 1923 года в деревне Басутино (ныне — Новгородской области) в семье крестьян. Окончив 7 класс, переехала в Ленинград к родственникам, где окончила среднюю школу в 1941 году. Была направлена на оборонные работы, три месяца рыла окопы и противотанковые рвы под Малой Вишерой. С марта 1942 года работала зав. избой-читальней, налоговым агентом, фининспектором. В феврале 1943 года была призвана в армию. Служила в пехотной части заведующей делопроизводством штаба полка. Награждена Орденом Отечественной войны II степени.
Первое стихотворение напечатано в 1940 г. в журнале «Смена».
В 1949 году окончила филологический факультет Ленинградского университета. Работала в газетах «Ленинградская правда», «Смена», «Крылья Советов». Ушла со штатной работы в газете и стала профессионально заниматься только литературным творчеством. Член Союза писателей СССР.
В «перестроечные» годы, когда за стихи перестали платить гонорары, пошла работать в школу учителем русского языка и литературы.
До последних дней продолжала писать и стихи, и прозу.
Скончалась 19 октября 2007 года. Похоронена на Смоленском кладбище в Санкт-Петербурге.

### Стихотворения
- Право на счастье. — Л.: Лениздат, 1955. — 3000 экз.
- Журавли над Мстою. — Л.: Сов. писатель, 1957. — 10 000 экз.
- Июль. — М.; Л.: Сов. писатель, 1962. — 9000 экз.
- Друзья зовут меня в дорогу. — Л.: Сов. писатель, 1959. — 5000 экз.
- Признание в любви. — Л.: Лениздат, 1963. — 10 000 экз.
- Стиховорения. — Л.: Лениздат, 1966. — 50 000 экз.
- Я жду тебя. — М.; Л.: Сов. писатель, 1966. — 10 000 экз.
- Полдень. — Л.: Лениздат, 1969. — 10 000 экз.
- Стихотворения. — Л.: Худож. литература, 1971. — 10 000 экз.
- Земные плоды. — Л.: Лениздат, 1973. — 20 000 экз.
- Речитатив. — Л.: Сов. писатель, 1978. — 20 000 экз.
- Земное притяжение. Л.: Советский писатель, 1980. - 25 000 экз.
- Мосты памяти. — М.: Советская Россия, 1981. — 20 000 экз.
- Мгновения. — Л.: Сов. писатель, 1982. — 20 000 экз.
- Приближение. — Л.: Лениздат, 1983. — 25 000 экз.
- Всё остается в нас. — М.: Современник, 1985. — 10 000 экз.
- Срез яшмы. — Л.: Сов. писатель, 1985. — 18 000 экз.
- Живое дерево. — Л.: Лениздат, 1987. — 10 000 экз.
- Избранное. — Л.: Сов. писатель, 1989. — 20 000 экз. — ISBN 5-265-00218-9.
- Запечный бес. — Л.: Редактор, 1991. — 3000 экз. — ISBN 5-7058-01-44-0.
- Черный жемчуг. — СПб.: Худож. лит-ра, 1996. — 500 экз. — ISBN 5-280-03178-X.
- Звёздный песок. — СПб.: Петербург. писатель, 2003. — (Поэзия Русского Мира). — ISBN 5-88986-026-7.
- Крик тишины. — СПб.: Родные просторы, 2005. — (Библиотека журнала «Невский альманах»). — ISBN 9785902741299.

### Проза
- Не поле перейти: рассказы и очерки. — Л.: Сов. писатель, 1971. — 30 000 экз.
- Дорога: Рассказы, воспоминания. — Л.: Лениздат, 1990. — 30 000 экз. — ISBN 5-289-00675-5.
- Беды царя Давида. — СПб.: Петербургский писатель, 1999. — 1000 экз. — ISBN 5-88986-012-7.
- Осенний дневник. — СПб: Дума, 2003. — 300 экз. — ISBN 5-901800-30-3.

### Переводы
- Белоногов А. Таволга / Пер. с удм. Н.Поляковой. — М.: Современник, 1981. — 10 000 экз.
- Тимаков В. Юманзар / Пер. с чуваш. Н. Поляковой. — М.: Современник, 1979. — 10 000 экз.

### Книги для детей
- Заколдованная девочка. — Л.: Детгиз, 1961. — 350 000 экз.[5][6]
- Наша Нева. — Л.: Детгиз, 1961. — 100 000 экз.
- Доброе лето. Стихи. — Л.: Детгиз, 1962. — 310 000 экз.
- Мы летим вокруг Земли. — Л.: Детгиз, 1963. — 160 000 экз.
- Что тебе подарено. — Л.: Детгиз, 1963. — 310 000 экз.
- Стихи и картинки про Диму Половинкина. — Л.: Дет. лит., 1964. — 300 000 экз.
- Вот он,я! Стихи. — Л.: Детская литература, 1965. — 300 000 экз.
- Детский сад для зверят. — Л.: Дет. лит., 1966. — 300 000 экз.
- Снежки. — Л.: Дет. лит., 1967. — 300 000 экз.[7]
- Немножко про кошку. — Л.: Дет. лит., 1968. — 300 000 экз.
- Рукавички. — Л.: Дет. лит., 1969. — 100 000 экз.
- Открытые слова. — Л.: Дет. лит., 1970. — 50 000 экз.
- Бабушка и внуки. — Л.: Дет. лит., 1973. — 300 000 экз.
- Детский сад для зверят. — Л.: Дет. лит., 1974. — 300 000 экз.
- Вместе с папой на парад. Стихи. — Л.: Дет. лит., 1975. — 300 000 экз.
- За что спасибо маме говорят. — Л.: Дет. лит.. — 180 000 экз.
- Заколдованная девочка. — Новосибирск: Зап.-Сиб. кн. изд-во, 1981. — 300 000 экз.[5]
- Искры вечного огня. — Л.: Дет. лит., 1985. — 100 000 экз.